# Lithocarpus sericobalanos
Lithocarpus sericobalanos är en bokväxtart som beskrevs av Edmund Frederic Warburg. Lithocarpus sericobalanos ingår i släktet Lithocarpus och familjen bokväxter. Inga underarter finns listade.